# Frauenkapelle (Marktoberdorf)

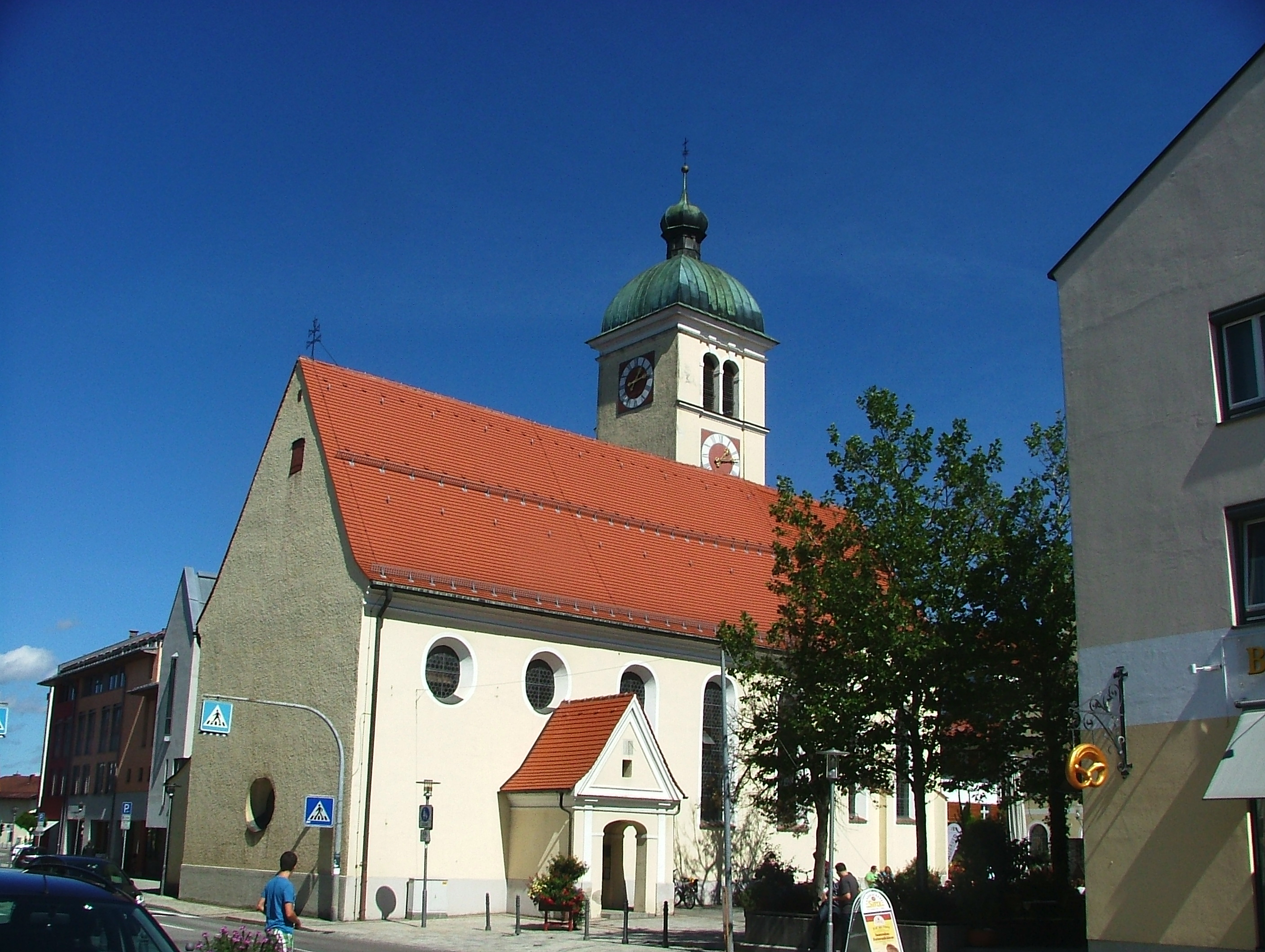
Frauenkapelle in Marktoberdorf

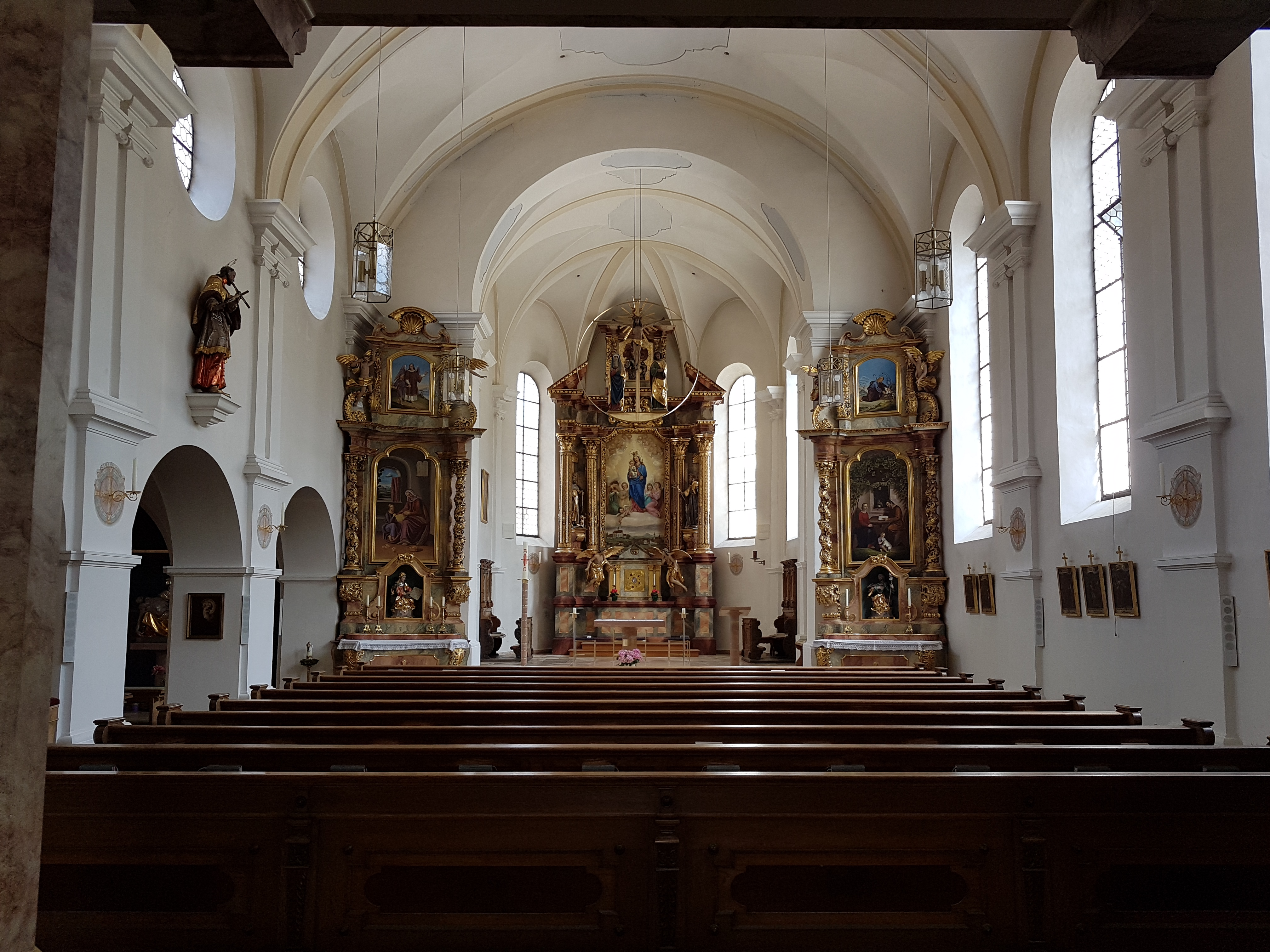
Blick zum Altar

Die römisch-katholische Frauenkapelle steht in Marktoberdorf, einer Stadt im schwäbischen Landkreis Ostallgäu in Bayern. Das denkmalgeschützte Bauwerk ist in der Liste der Baudenkmäler in Marktoberdorf als Baudenkmal unter der Nummer D-7-77-151-2 eingetragen. Es ist eine Filialkirche in der Pfarreiengemeinschaft Marktoberdorf im Dekanat Marktoberdorf des Bistums Augsburg.

## Beschreibung
Die spätgotische Saalkirche wurde vor 1478 errichtet. Sie besteht aus einem 1700 nach Westen verlängerten Langhaus, einem eingezogenen, dreiseitig geschlossenen Chor im Osten und einem Chorflankenturm auf quadratischem Grundriss an der Nordwand des Chors. Der Turm wurde 1710 mit einem Geschoss aufgestockt und mit einer Welschen Haube bedeckt. 1931/32 erfolgte die nördliche Erweiterung das Langhauses um ein Seitenschiff. 
Der Innenraum des Langhauses ist mit einem Stichkappengewölbe überspannt, das auf Pilastern ruht. Die Altäre wurden um 1685 aufgestellt.

## Orgel

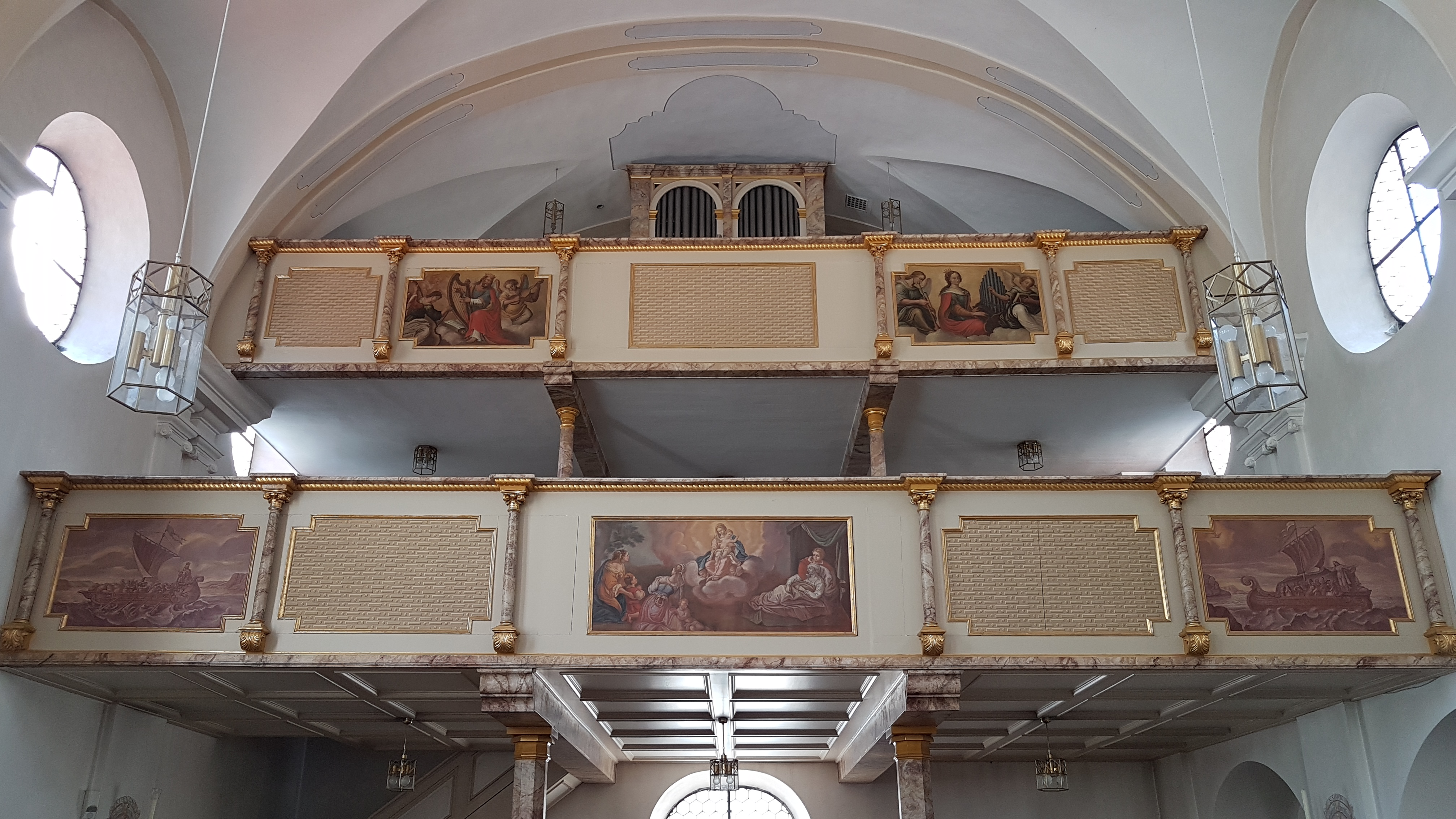
Orgel

Die Orgel mit 6 Registern auf einem Manual und Pedal wurde 1881 von Balthasar Pröbstl erbaut. Die Disposition lautet:
| Manual     |       |
| Principal  | 8′    |
| Gedackt    | 8′    |
| Salicional | 8′    |
| Fugara     | 4′    |
| Mixtur     | 2 ⁄3′ |

| Pedal  |     |
| Subbaß | 16′ |

- Koppeln: M/P